# CB Gran Canaria
Maillots
Actualités
Le Club Baloncesto Gran Canaria est un club espagnol de basket-ball basé à Las Palmas (îles Canaries). Le club appartient à la Liga ACB soit le plus haut niveau du championnat espagnol.

## Historique
Le club est fondé en 1963 sous le nom de Colegio Claret.
En 1983, le club accède à la seconde division espagnole, dans laquelle il passe deux ans avant d'être sacré champion et d'être promu en Liga ACB. À ce jour, la meilleure performance du club en première division est une quatrième place ponctuée d'une demi-finale de playoffs lors de la saison 2012-2013.
En 2015, l'équipe entraînée par Aíto García Reneses atteint la finale de l'EuroCoupe pour la première fois de son histoire, après un parcours remarquable de vingt-et-une victoires pour une seule défaite. Toutefois, les Espagnols s’inclinent sèchement à deux reprises en finale contre le BC Khimki Moscou.
Lors de la saison 2015-2016, Gran Canaria s'incline en finale de la Coupe du Roi contre le Real Madrid.
Gran Canaria remporte son premier trophée européen en 2023 avec l'EuroCoupe, ce qui qualifie le club pour l'Euroligue 2023-2024.

## Palmarès
International
- Eurocoupe
  - Vainqueur en 2023
  - Finaliste en 2025

National
- Champion de 2e division : (2) 
  - 1ª División B: (1)  1991
  - Liga EBA: (1)  1995
- Vainqueur de la Supercoupe d'Espagne 2016

## Salle et infrastructures
Le club joue depuis 2014 dans la Gran Canaria Arena. Cette salle, d'une capacité de 11 500 places, a notamment accueilli la Coupe du monde de basket-ball masculin 2014 ainsi que la phase finale de la Coupe du Roi en 2015.

## Entraîneurs successifs
- 1985-1990 :  Joaquín Costa Prat
- 1990-1992 :  Manolo Hussein
- 1992-1994 :  Trifón Poch
- 1995-2002 :  Manolo Hussein
- 2002-2005 :  Pedro Martínez Sánchez
- 2005-2009 :  Salva Maldonado
- 2009-2014 :  Pedro Martínez Sánchez
- 2014-2018 :  Aíto García Reneses
- 2018 :  Salva Maldonado
- 2018-2019 :  Víctor García (es)[5].
- 2019 :  Pedro Martínez Sánchez
- 2019-2020:  Fotis Katsikaris
- 2020-2022 :  Porfirio Fisac (en)
- 2022- :  Jaka Lakovič

## Joueurs célèbres ou marquants
| - Roger Esteller - Albert Oliver - Jorge Racca - Chris Massie - DaJuan Summers - Marcus Goree - Jay Larranaga - Taurean Green - Laurence Ekperigin | - David Wood - Wayne Brabender - Levon Kendall - Kyle Kuric - Vladimir Dašić - Michael Bramos - Ioánnis Bouroúsis - Venson Hamilton - Sasu Salin | - Kennedy Winston - Alando Tucker - Sitapha Savané - Marquez Haynes - Kirk Penney - Brad Newley - Pat Burke - Uroš Slokar |  |

## Logos successifs

Logo non-commercial, jusqu'en 2014.
Depuis 2014.